# Alaerato elizabethae
Alaerato elizabethae is een slakkensoort uit de familie van de Eratoidae. De wetenschappelijke naam van de soort werd voor het eerst geldig gepubliceerd in 2013 door Fehse.